# Julia von Heinz

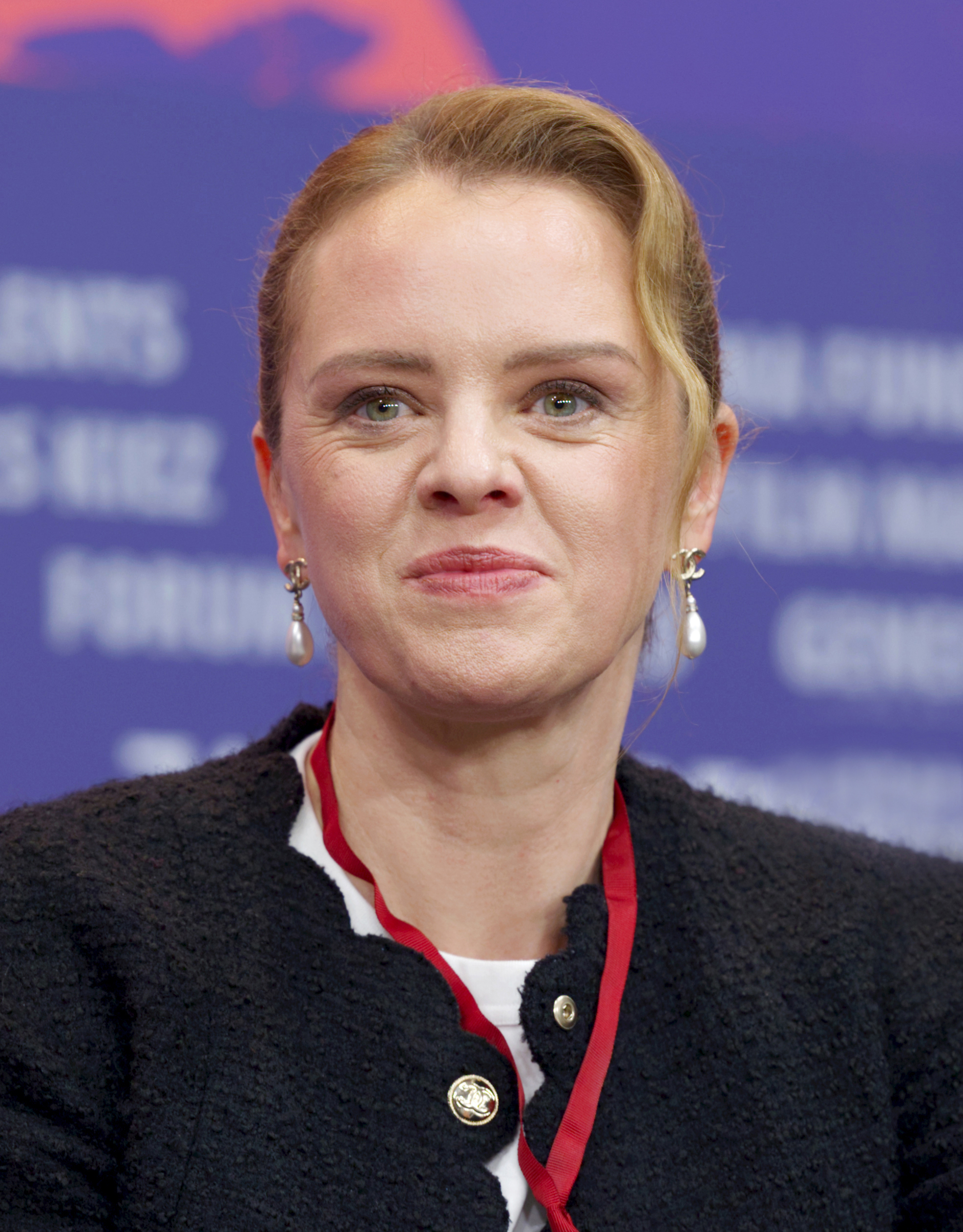
Julia von Heinz (2024)

Julia Alice von Heinz (* 3. Juni 1976 in West-Berlin) ist eine deutsche Filmregisseurin und Drehbuchautorin.

## Leben
Ihre Eltern sind Hans-Michael von Heinz und die Assessorin Angelika Elisabeth Hofmann, Tochter der Gertrud Edle von Schmaedel und des Univ.-Prof. Walther Hofmann. Ihr Vater war u. a. Jurist, Verwaltungsdirektor, Lehrbeauftragter an der Univ. Bonn und Oberstleutnant d. R. Julia von Heinz wuchs in Bonn auf. Nach einem Überfall von Neonazis auf ihre Geburtstagsfeier in den Bonner Rheinauen schloss sie sich 1991 als 15-Jährige antifaschistischen Initiativen an. Sie engagierte sich in der linken Szene, organisierte u. a. Demos und verfasste Flugblätter. Die Gewaltfrage war in ihrer antifaschistischen Initiative stets ein Thema, wobei von Heinz militante Aktionen zunehmend in Frage stellte. Nach einem Umzug nach Berlin Anfang der 2000er Jahre kam Julia von Heinz’ Engagement bei der Antifa zum Erliegen.
Nach einem abgebrochenen zweisemestrigen Studium der Rechtswissenschaft absolvierte Julia von Heinz eine Ausbildung zur Mediengestalterin beim WDR in Köln. Das anschließende Studium im Fachbereich Audiovisuelle Medien an der TFH Berlin (heute Berliner Hochschule für Technik) schloss sie 2005 als Diplomkamerafrau ab. In ihrer Diplomarbeit Der verflixte zweite Film – Realisierungsaussichten von Debütfilmen im Vergleich zum Nachfolgeprojekt untersuchte sie den „Nachwuchshype“ in der deutschen Filmbranche. Bereits während ihrer Studienzeit realisierte sie mit den Kurzspielfilmen Dienstags (2001), Doris (2002) und Lucie und Vera (2003) erste Projekte, die alle mehrfach preisgekrönt wurden. Mit Vietcome – Vietgo (2001) und mit Lucie und Vera (2003) nahm sie an der Werkstatt für junge Filmer (heute Werkstatt der Jungen Filmszene) teil.
Von 2005 bis 2006 war Julia von Heinz künstlerische Mitarbeiterin von Rosa von Praunheim an der Hochschule für Film und Fernsehen „Konrad Wolf“ in Potsdam-Babelsberg. Ihr Langfilmdebüt Was am Ende zählt feierte auf der Berlinale 2007 in der Reihe Perspektive deutsches Kino Premiere und wurde anschließend auf zahlreichen internationalen Festivals gezeigt und preisgekrönt. Das Jugenddrama erzählt die Geschichte der Ausreißerin Carla (Paula Kalenberg), die auf dem Weg zu einer Modeschule in Lyon mittellos in Berlin strandet, sich dort mit der toughen Lucie (Marie-Luise Schramm) anfreundet und in eine immer ausweglosere Situation gerät, als sie ungewollt schwanger wird. Unter anderem erhielt der Film den Deutschen Filmpreis in Gold als „Bester Jugendfilm“. Danach drehte Julia von Heinz den Dokumentarfilm Standesgemäß (2007/2008) über die alltäglichen Widrigkeiten im Leben adeliger Singlefrauen und erhielt dafür 2009 den Bayerischen Fernsehpreis Blauer Panther.
Im Frühjahr 2012 kam ihr Kinderfilm Hanni & Nanni 2 nach der gleichnamigen Romanserie von Enid Blyton in die Kinos. Er erfreute sich bei seiner jungen Zielgruppe großer Beliebtheit, wurde mit drei Goldenen Spatzen ausgezeichnet und war nominiert für den Publikumspreis des Bayerischen Filmpreises und des Deutschen Filmpreises 2013.
Zusammen mit den Regisseuren Tom Tykwer, Chris Kraus, Robert Thalheim und Axel Ranisch drehte Julia von Heinz den Dokumentarfilm Rosakinder (2012) über die Beziehung zu ihrem gemeinsamen „Filmvater“ und Mentor Rosa von Praunheim: „Rosa ist mein bester Freund und mein Mentor, er ist ein Prophet und er ist mein Vater, der mir immer wieder das Leben rettet. Ohne ihn wäre ich keine Regisseurin und immer sieht er mehr in mir als ich selbst, solange bis ich es auch glaube.“
Ebenfalls im Jahr 2012 promovierte Julia von Heinz an der Hochschule für Film und Fernsehen Konrad Wolf in Potsdam zum Dr. phil. über das Thema: Die freundliche Übernahme – Der Einfluss des öffentlich-rechtlichen Fernsehens auf den deutschen Kinofilm von 1950 bis 2012 (siehe Buchveröffentlichungen).
2014 kam ihr Film Hannas Reise in Deutschland, Österreich und Israel ins Kino, nachdem er auf zahlreichen internationalen, vor allem jüdischen Filmfestivals gezeigt wurde. Er wurde von der iTunes-Redaktion zum besten deutschen Film des Jahres gewählt.
Von 2014 bis 2015 hatte sie eine Gastprofessur im Bereich Spielfilm an der Kunsthochschule für Medien Köln und von 2016 bis 2018 eine Gastprofessur für Spielfilmregie an der HFF München. Seit 2019 ist sie Honorarprofessorin an der HFF München. 2020 übernahmen Julia von Heinz und Marcus H. Rosenmüller die Leitung des Studiengangs Regie Kino- und Fernsehfilm der HFF München als „Doppelspitze“ in Nachfolge von Andreas Gruber.
Mehrfach preisgekrönt wurden ihre Fernsehfilme Katharina Luther und Tatort – Für immer und dich (2019), bei denen sie Regie führte. In der Missbrauchsgeschichte im Tatort – Für immer und dich um eine Jugendliche (dargestellt von Meira Durand), nach einem Drehbuch von Magnus Vattrodt, besetzte Julia von Heinz Nebenrollen, die eigentlich Männern zugedacht waren, mit Frauen. Das setzte auch andere Akzente bei der weiblichen Hauptfigur, die sich später selbst aus ihrer Abhängigkeit zu einem älteren Mann (Andreas Lust) befreien kann.
Ihr Spielfilm Und morgen die ganze Welt mit Mala Emde wurde 2020 in den Wettbewerb um den Goldenen Löwen zu den 77. Internationalen Filmfestspielen von Venedig eingeladen. Er war nominiert für den Deutschen Filmpreis 2021. Die Geschichte ist von ihrer eigenen Jugend inspiriert, sei aber nicht streng autobiografisch. Der Film sei der Grund gewesen, warum Julia von Heinz mit dem Filmemachen überhaupt angefangen habe. Frühere Filme wie Hanni & Nanni 2 und Ich bin dann mal weg bezeichnete sie als Auftragsarbeiten.
Zusammen mit den Regisseuren Michael Winterbottom, Jaco Van Dormael, Michele Placido und Olivier Guerpillon drehte Julia von Heinz den Dokumentarfilm Isolation, der auf den „Giornate degli Autori – Venice Days“ im Rahmen der 78. Internationalen Filmfestspiele von Venedig Premiere feierte und mit dem Inclusion Award 2021 ausgezeichnet wurde.
Beim Filmfestival Hofer Filmtage wurde die Regisseurin 2021 mit dem Filmpreis der Stadt Hof geehrt; die Laudatio hielt der Filmemacher Rosa von Praunheim.
Im Jahr 2022 entwickelte und drehte Julia von Heinz als Creator die High-End-Mini-Serie Eldorado Kadewe. Sie erhielt dafür den Blauen Panther für die Beste Regie.
Zwei Jahre später realisierte sie mit Treasure – Familie ist ein fremdes Land (2024) ihr erstes internationales Spielfilm-Projekt. Im selben Jahr wurde sie in die Wettbewerbsjury der 81. Filmfestspiele von Venedig berufen.

### Mitgliedschaften
Julia von Heinz ist Mitglied der Deutschen Filmakademie, der Europäischen Filmakademie und der Deutschen Akademie der Darstellenden Künste.

## Privates
Julia von Heinz lebt mit ihrem Mann, dem Drehbuchautor und Produzenten John Quester, und ihren drei gemeinsamen Kindern in Herrsching am Ammersee. Die Familie von Heinz sind Nachfahren Wilhelm von Humboldts; der Zweig ihres Onkels lebt noch heute im Schloss Tegel.

## Filme
- 2001: Dienstags
- 2001: Vietcome – Vietgo
- 2002: Doris
- 2003: Lucie & Vera
- 2007: Was am Ende zählt
- 2009: Standesgemäß
- 2011: Hanni & Nanni 2
- 2012: Rosakinder
- 2013: Hannas Reise
- 2015: Ich bin dann mal weg
- 2017: Katharina Luther
- 2019: Tatort – Für immer und dich
- 2020: Und morgen die ganze Welt
- 2021: Eldorado KaDeWe (Miniserie)
- 2024: Treasure – Familie ist ein fremdes Land

## Buchveröffentlichungen
- Julia von Heinz: Die freundliche Übernahme – Der Einfluss des öffentlich-rechtlichen Fernsehens auf den deutschen Kinofilm von 1950 bis 2012 (= Schriftenreihe zu Medienrecht, Medienproduktion und Medienökonomie. Band 24). Nomos, Baden-Baden 2012, ISBN 978-3-8329-7507-4. Rezension von Hans Helmut Prinzler,[20] Rezension der Uni Marburg.[21]
- Claudia Lenssen, Bettina Schoeller-Bouju (Hrsg.): Wie haben Sie das gemacht? – Aufzeichnungen zu Frauen und Filmen. Schüren, Marburg 2014, ISBN 978-3-89472-881-6.
- Thomas Wiedemann: Die Logik des Filmemachens. Zwölf Interviews mit deutschen Filmregisseurinnen und -regisseuren. Herbert von Halem Verlag, Köln 2018, ISBN 978-3-86962-421-1.

## Auszeichnungen
- 2001: „Silberner Clip“ 2. Preis beim Berliner Medienfestival für Dienstags
- 2001: Publikumspreis und 2. Preis beim Bundeswettbewerb Video der Generationen für Dienstags
- 2002: Murnau-Kurzfilmpreis für Doris
- 2002: Prädikat „besonders wertvoll“ der Deutschen Film- und Medienbewertung (FBW) für Doris
- 2002: Adobe-Sachpreis beim Deutschen Jugendvideopreis für Doris
- 2002: 1. Preis Berliner Kurzfilmrolle für Doris
- 2003: „Mona D’Oro“ 1. Preis des Berliner Lesbenfestivals für Lucie & Vera
- 2003: 2. Preis beim Filmfestival Tirol für Lucie & Vera
- 2008: Special Jury Award beim Gay & Lesbian Filmfestival Turin für Was am Ende zählt
- 2009: Deutscher Filmpreis für Was am Ende zählt in der „Kategorie Bester Kinder- und Jugendfilm“
- 2009: „Chrystal Gryphon Award“ beim Filmfestival Giffoni für Was am Ende zählt
- 2009: „Bester Spielfilm“ beim IFF Schwäbisch Hall für Was am Ende zählt
- 2009: „Best Feature Film“ beim IFF for Children and Young People Albanien für Was am Ende zählt
- 2009: Bayerischer Fernsehpreis Blauer Panther für Standesgemäß
- 2012: Goldener Spatz „Kino-/Fernsehfilm“; Sonderpreis der Thüringer Staatskanzlei für „Beste Regie“ für Hanni & Nanni 2
- 2014: iTunesBestof2014: Bester deutscher Film des Jahres für Hannas Reise
- 2017: Sonderpreis Regie für Katharina Luther beim Fernsehfilmfestival Baden-Baden
- 2019: Deutscher Fernsehkrimipreis (Sonderpreis für die beste Regie) für Tatort: Für immer und dich
- 2019: Hans Abich Preis für besondere Verdienste im Bereich Fernsehfilm[22]
- 2019: Fernsehfilmpreis der Deutschen Akademie der Darstellenden Künste für Tatort: Für immer und dich[23]
- 2020: Besondere Ehrung des Bert-Donnepp-Preis
- 2020: Internationale Filmfestspiele von Venedig 2020: Nominierung für den Goldenen Löwen für Und morgen die ganze Welt
- 2020: Goldener Biber Bester Spielfilm für Und morgen die ganze Welt bei den Biberacher Filmfestspiele
- 2020: Best Ensemble für Und morgen die ganze Welt beim Chicago International Film Festival
- 2021: Bayerischer Filmpreis Beste Regie für Und morgen die ganze Welt
- 2021: Ehrung mit dem Filmpreis der Stadt Hof
- 2023: Blauer Panther Beste Regie für die Mini-Serie Eldorado KaDeWe
- 2024: Publikumspreis und NDR-Regiepreis für Treasure – Familie ist ein fremdes Land beim Filmkunstfest Mecklenburg-Vorpommern

## Genealogie
- Walter von Hueck, Erik Amburger, Friedrich Wilhelm Euler. Et al.: Genealogisches Handbuch der Adeligen Häuser. B. 1981. Band XIV, Band 78 der Gesamtreihe GHdA, Hrsg. Deutsches Adelsarchiv, C. A. Starke Verlag, Limburg/Lahn 1981, ISSN 0435-2408, S. 297–298.